# اینستاگرام
اینستاگِرام یا اینستاگِرَم (به انگلیسی: Instagram) رسانه اجتماعی هم‌رسانی عکس و ویدئو است که کوین سیستروم و مایک کرایگر آن را بنیان نهادند و هم‌اکنون شرکت متا (با نام پیشین فیس‌بوک) مالکیت آن را بر عهده دارد. این نرم‌افزار این امکان را به کاربران خود می‌دهد که عکس‌ها و ویدئوهای خود را در دیگر رسانه‌های اجتماعی مانند فیس‌بوک، توییتر، تامبلر و فلیکر هم‌رسانی کنند. کاربران همچنین می‌توانند از فیلترهای دیجیتال برای تصاویرشان استفاده کنند. محدودیت هم‌رسانی ویدئو در اینستاگرام ۶۰ ثانیه است.
اینستاگرام یک نرم‌افزار مالکیتی است و برای آی‌اواس، اندروید و مایکروسافت ویندوز در دسترس است. دنبال‌شده‌ترین مرد در اینستاگرام کریستیانو رونالدو فوتبالیست پرتغالی مشهور و دنبال‌شده‌ترین زن نیز خواننده آمریکایی سلنا گومز است. لیونل مسی فوتبالیست معروف آرژانتینی نیز بیشترین لایک را در این رسانه اجتماعی به دست آورده است. دیگر افرادی که بیشترین دنبال‌کننده را در اینستاگرام دارند: لیونل مسی، آریانا گرانده، سلنا گومز، دوئین جانسون، کیم کارداشیان و بیانسه هستند.
در دههٔ ۲۰۱۰، اینستاگرام چهارمین نرم‌افزار پرهوادار موبایلی بوده است. پس از کاهش کشمکش‌های بایت‌دنس با آمریکا، تیک‌تاک به‌عنوان رقیب اینستاگرام بیشتر مطرح گردید. همچنین در شهریور ۱۴۰۱ همراه با خیزش انقلابی ۱۴۰۱ اینستاگرام در ایران فیلتر شد.
بسیاری از افراد از اینستاگرام برای مشاهده پست ها و استوری ها صرفا جهت سرگرمی استفاده می‌کنند. در حالی که افراد زیادی از این اپلیکیشن و امکاناتی که برای ارتباط با تعداد زیادی از انسان ها را فراهم می‌کند، برای ‌رشد و پیشرفت بیزینس خود بهره می‌گیرند. برای مثال برخی شغل خود را معرفی می‌کنند و به این صورت با افراد زیادی ارتباط برقرار می‌کنند، بعضی به معرفی و ارائه محصولات خود می‌پردازند، برخی هنر یا مهارت خود را آموزش می‌دهند و نیز افرادی از طریق ارائه تبلیغات در صفحه اینستاگرام خود، کسب درآمد می‌کنند.
هوش مصنوعی اینستاگرام این امکان را برای کاربران فراهم کرده که هر پستی را که زمان بیشتری برای مشاهده آن صرف کنند، و با لایک و کامنت و ذخیره سازی پست، علاقه خود را نسبت به موضوع آن نشان دهند، پست هایی با موضوع مشابه در قسمت اکسپلور برایشان قابل مشاهده خواهد بود و این موضوع باعث جذابیت این اپلیکیشن و جذب بیشتر مخاطب می‌گردد.

## فیلترینگ در ایران
پس از خیزش ۱۴۰۱ ایران در اکثر نقاط ایران، دولت تصمیم گرفت دسترسی کاربران به اینستاگرام از طریق آی‌پی ایران را مسدود کند.

## تاریخچه

### پیدایش و رشد

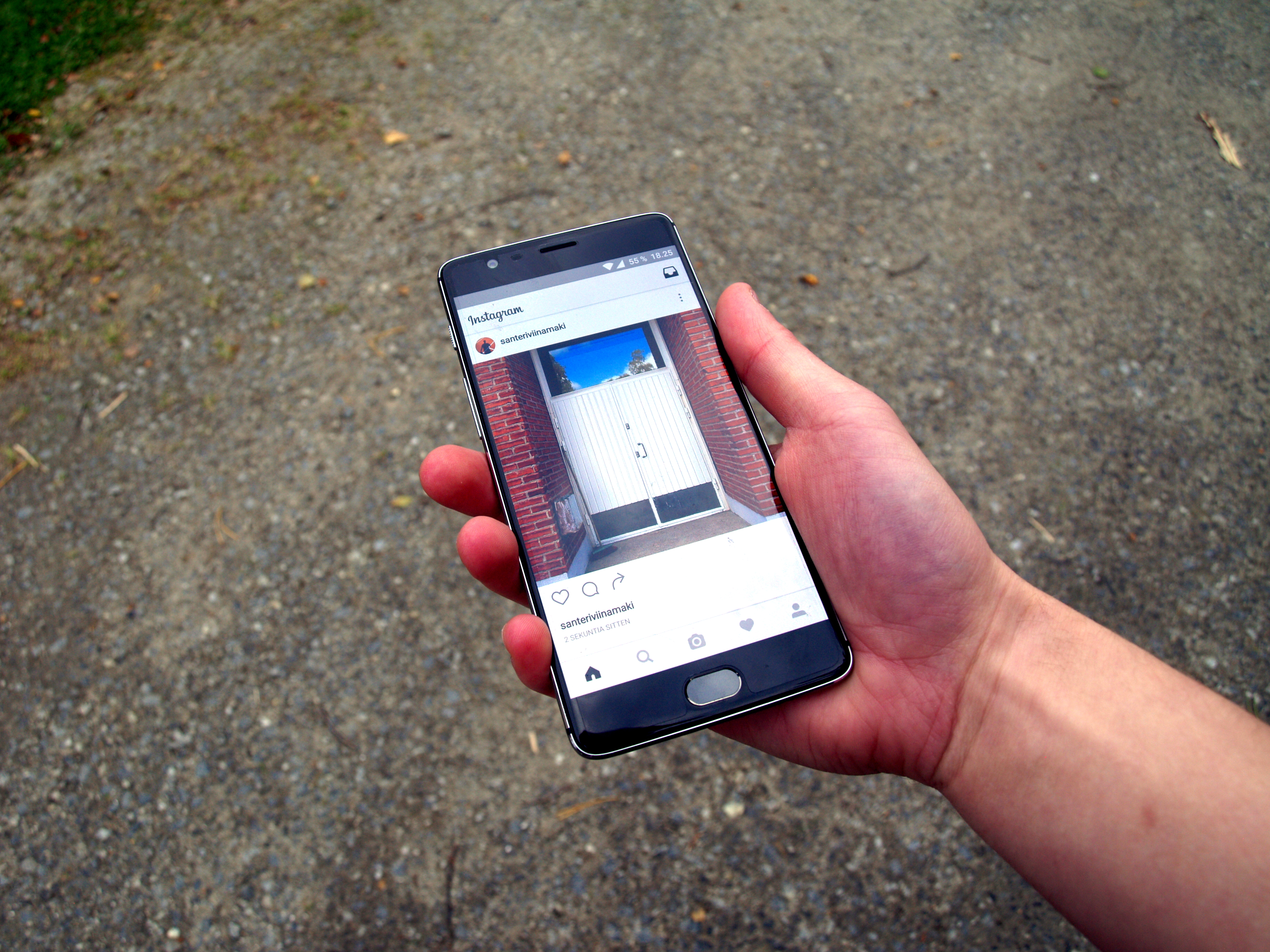
نرم‌افزار اینستاگرام در حال اجرا بر روی یک تلفن‌همراه با سیستم‌عامل اندروید

اینستاگرام زمانی که کوین سیستروم و مایک کرایگر روی پروژه چندمنظوره اچ‌تی‌ام‌ال۵ که Burbn نام داشت و در واقع مربوط به عکاسی با موبایل بود، در سان فرانسیسکو گسترش یافت. مایک کرایگر باور داشت که پروژه بربن شبیه به برنامه فوراسکوئر است با این تفاوت که ویژگی‌های بیشتری می‌تواند داشته باشد. سپس تمرکز پروژه بربن برای اشتراک‌گذاری تصاویر ادامه یافت. واژه اینستاگرام ترکیبی از دو واژه Instant Camera و Telegram به معنی پیام‌رسانی فوری از راه عکس و دوربین است.
نخستین نسخه اینستاگرام در اکتبر ۲۰۱۰ راه‌اندازی شد. این سرویس به سرعت محبوبیت کسب کرد و به بیش از ۱۰۰ میلیون کاربر تا آوریل ۲۰۱۲ و ۳۰۰ میلیون کاربر تا دسامبر ۲۰۱۴ رسید. اینستاگرام از راه اپ استور اپل، گوگل پلی و فروشگاه ویندوز فون قابل دسترسی است. پشتیبانی این نرم‌افزار کاربردی برای آیفون، آی‌پد، آی‌پاد تاچ و گوشی‌های دارای سیستم‌عامل اندروید برقرار است. همچنین نرم‌افزار کاربردی شخص سوم اینستاگرام برای بلک‌بری ۱۰ و گوشی‌های سیمبیان نوکیا در دسترس است.
بنابر ادعای شریل سندبرگ، عضو ارشد هیئت مدیره شرکت فیس‌بوک، بیش از ۲۵ میلیون شرکت اقتصادی در اینستاگرام صفحه مخصوص به خود را دارند که از این میان، ۲ میلیون اکانت متعلق به بازاریابان آنلاین است. در دهه ۲۰۱۰، اینستاگرام چهارمین نرم‌افزار پرهوادار موبایلی بوده است.

### ارائه نسخه‌ها
در ششم ماه فوریه سال ۲۰۱۰ برای نخستین بار به صورت رسمی برنامه اینستاگرام برای سیستم عامل آی‌اواس در اپ استور منتشر شد. در تاریخ سوم ماه آوریل سال ۲۰۱۲ نسخه اندروید برنامه اینستاگرام منتشر شد و در کمتر از یک روز، بیش از یک میلیون بار بارگیری شد.
سرانجام در ماه نوامبر سال ۲۰۱۲، نسخه وب اینستاگرام منتشر شد و دسترسی افراد برای نسخه وب از راه مرورگر امکان‌پذیر شد. هرچند نسخه وب آن نسبت به نسخه‌های آی‌اواس و اندروید محدودیت‌هایی داشت.
در سال ۲۰۱۴ نیز نسخه ویندوز موبایل برنامه اینستاگرام به صورت همگانی منتشر شد.

### خرید توسط فیس‌بوک
در مدت زمان بسیار کوتاهی این برنامه توانست سودآوری به ارزش ۵۰۰ میلیون دلار آمریکا برای سرمایه‌گذاران داشته باشد. با رشد سریع و فراگیر این رسانه اجتماعی سرمایه‌گذاران بیشتری تمایل به سرمایه‌گذاری پیدا کردند. در تاریخ ششم ماه سپتامبر سال ۲۰۱۲، شرکت فیسبوک، برنامه اینستاگرام را به ارزش یک میلیارد دلار آمریکا (به صورت نقد و سهام) خریداری کرد.
در سال ۲۰۱۳ رشد اینستاگرام ۲۳٪ بود در حالی که فیس‌بوک به عنوان کمپانی مادر تنها ۳٪ رشد را تجربه کرد. گفته می‌شود اگر اینستاگرام همین رشد را حفظ کند، از فیس‌بوک بزرگتر خواهد شد. کوین سیستروم، از بنیان‌گذاران اینستاگرام و مدیرعامل شرکت فست، می‌گوید: این بزرگ‌ترین موجودیت در جهان خواهد بود.

### پیشینه و تغییرات
از زمان انتشار تاکنون، این برنامه دو تغییر و به روزرسانی عمده و مهم داشته است که نخستین تغییر در ماه مارس سال ۲۰۱۴ به منظور کاهش اندازهٔ نسخه اندروید برنامه اینستاگرام به نصف و همچنین افزایش و بهبود کارایی و تقویت رابط کاربری انجام گرفت. دیگر تغییر مهم این برنامه در سال ۲۰۱۷، اضافه شدن «استوری» است که یک قابلیت کاربردی در این نرم‌افزار به‌شمار می‌رود.
بعد از اضافه شدن قابلیت استوری و استقبال بسیار خوبی که کاربران از آن کردند، اینستاگرام تصمیم گرفت قابلیت جدید دیگری به نام «استوری زنده (لایو)» را به آن اضافه کند. این قابلیت ابتدا به صورت آزمایشی برای کاربران آمریکایی فعال شد و بعد از مدتی از حالت انحصاری و آزمایشی خارج شد تا تمام کاربران بتوانند از آن استفاده کنند. کاربر توسط این قابلیت می‌تواند به صورت زنده، از خود ویدیو تهیه کند و با دنبال‌کننده‌های خود صحبت کند.
به روزرسانی دوم در ماه آوریل سال ۲۰۱۷ انجام شد. این تغییر شامل افزودن حالت آفلاین و اعمال تغییرات در این حالت بود. بدین معنی که به محض برخط شدن کاربر، همهٔ تغییرات و پردازش‌های انجام شده در حالت آفلاین به صورت همگانی ثبت می‌شوند. برنامه اینستاگرام از آغاز تاکنون تغییرات فراوانی داشته است و به صورت پیوسته به روزرسانی می‌شود.
یکی از مشکلات اینستاگرام کوتاه بودن ویدئوها بود که در سال ۲۰۱۸ با ایجاد قابلیت آی‌جی‌تی‌وی این مشکل حل شد. به طوری که شما در پست خود ویدئوی حداکثر ۱ دقیقه یا مولتی ویدئو حداکثر ۱۰ دقیقه را بارگذاری می‌کنید و لینک به IGTV خود می‌دهید و ویدئو را به‌طور کامل می‌توانند مشاهده کنند. طی یک ماه اخیر شما می‌توانید ویدئوی خود را به صورت Landscape بارگذاری کنید که در این حالت شما به صورت تمام صفحه می‌توانید ویدئو را مشاهده کنید.
مستندساز و تاریخ طبیعی‌دان مشهور بریتانیایی سر دیوید اتنبرو ۹۴ ساله، ظرف ۴ ساعت و ۴۴ دقیقه پس از نخستین پست اینستاگرام خود رکورد زمانی رسیدن به یک میلیون دنبال‌کننده را که پیش از آن به هنرپیشه آمریکایی، جنیفر انیستون، تعلق داشت با تفاوت ۳۲ دقیقه شکست.
در ۴ اکتبر ۲۰۲۱ به دنبال به روزرسانی سوییچ‌های سرورهای شرکت مرکزی یعنی فیس‌بوک سرورها از دسترسی خارج و به دنبال آن برنامهٔ اینستاگرام موقتاً از کار افتاد.
قابلیت Notes، قابلیت جدیدی است که به اینستاگرام اضافه شد. Notes عبارت‌های متنی کوتاهی هستند که در بالای اینباکس یا صفحه دایرکت مسیج ظاهر می‌شوند. این عبارت‌ها مانند استوری‌ها تنها ۲۴ ساعت قابل مشاهده هستند و پس از این مدت، به‌طور خودکار حذف می‌شوند. یادداشت‌ها می‌توانند حداکثر ۶۰ کاراکتر داشته باشند که شامل متن و ایموجی می‌شود.

## محتوا و تأثیرات

### تأثیر بر سلامت روان
نتایج تازه‌ترین پژوهش در بریتانیا نشان می‌دهد که اینستاگرام بیشترین تأثیر منفی بر سلامت جوانان را دارد.
این رسانه اجتماعی که امکان هم‌رسانی عکس و ویدئو را می‌دهد، بر تصویری که کاربران از بدن خود دارند، تأثیر منفی می‌گذارد. ۹۰ درصد از شرکت‌کنندگان زن در این نظر سنجی گفته‌اند که از بدن خود راضی نیستند.
اینستاگرام احتمالاً اثر مخربی بر خواب کاربران جوان نیز دارد. به علاوه، این دسته از کاربران اینستاگرام که همواره ترس دارند از رخدادها بی‌خبر بمانند، باید مدام در تماس باشند تا مبادا اتفاقی بدون حضور و آگاهی آن‌ها رخ دهد.
حدود ۹۰ درصد جوانان بیشتر از هر گروه سنی دیگری از رسانه‌های اجتماعی استفاده می‌کنند و در مقابل آن آسیب‌پذیر هستند.
اینستاگرام می‌گوید که حفظ این رسانه اجتماعی به عنوان مکانی امن و حامی جوانان از اولویت‌هایش است.
سازمان‌های خیریهٔ سلامت روان از اینستاگرام خواسته‌اند تا ایمنی کاربران خود را افزایش دهد.

### مواد مخدر و سلاح
گزارش‌هایی وجود دارد که اینستاگرام با ایجاد بستری مناسب، به فروش، گسترش و تبلیغات مواد مخدر و انواع سلاح کمک می‌کند. هرچند سخنگویان این رسانه اجتماعی این اتهامات را رد کرده‌اند و گفته‌اند که از طریق دکمه گزارش پست، کاربران می‌توانند موارد خلاف قانون را گزارش دهند. همچنین اعلام شد که این رسانه اجتماعی به شکلی سختگیرانه با گسترش مواد مخدر و سلاح مقابله می‌کند.

### پست‌های خشونت و تهدیدآمیز
براساس قوانین اینستاگرام و فیس‌بوک، قرار دادن پستی که دارای محتوای خشونت آزاردهنده و موارد تهدیدآمیز باشد، مجاز نیست و در صورت گزارش، امکان حذف پست‌ها وجود دارد. در سال ۱۳۹۸ خورشیدی، این رسانه اجتماعی پست‌های هنرمندان ایرانی و دیگر افراد دربارهٔ قاسم سلیمانی، مشهورترین مقام نظامی ایرانی پس از انقلاب را به شکل پیوسته حذف کرد. برخی از این پست‌ها حاوی جملات و تصاویر خشونت‌آمیز بودند. سخنگوی اینستاگرام کمی بعد اعلام کرد که به دلیل تحریم‌هایی که پس از تروریستی اعلام شدن سپاه پاسداران وضع شدند، امکان انتشار چنین پست‌هایی در این رسانه اجتماعی وجود ندارد.

## سانسور در کشورها

اینستاگرام پربازدیدترین رسانه اجتماعی در ایران است (به رنگ قرمز در نقشه) و ایران تنها کشوری است که اینستاگرام در آن محبوب‌ترین و پربازدیدترین رسانه اجتماعی بوده است.

### ایران
اینستاگرام در ایران برخلاف سایت‌ها و رسانه‌های اجتماعی مانند فیس‌بوک، توییتر، یوتیوب و دیگر رسانه‌های محبوب دنیا به‌طور کامل فیلتر نبود و طرح فیلترینگ هوشمند اینترنت روی آن اجرا شده‌بود. در روز ۱۰ دی ۱۳۹۶ این رسانه اجتماعی به همراه تلگرام و به دلیل رخدادهای مرتبط با تظاهرات ۱۳۹۶ ایران و به دستور مقامات حکومت ایران از دسترس کاربران ایرانی خارج شد و پس از چند روز دوباره رفع فیلتر شد. از مهم‌ترین مقامات حکومتی ایران که در این رسانه اجتماعی حساب کاربری رسمی دارند، می‌توان به سید ابراهیم رئیسی (رئیس‌جمهور) اشاره کرد. در سال ۲۰۱۹، اکانت رسمی انگلیسی سید علی خامنه‌ای، رهبر جمهوری اسلامی توسط اینستاگرام مسدود شد. همچنین شرکت متا در فوریه ۲۰۲۴ کلیه حساب‌های رسمی منتسب به رهبر جمهوری اسلامی را در فیس‌بوک و اینستاگرام حذف کرد. همچنین از مقامات نظامی ایران نیز، از سپاه پاسداران در این رسانه اجتماعی فعالیت داشته‌اند که توسط اینستاگرام بسته شدند. اینستاگرام دلیل بستن اکانت فرماندهان سپاه در این رسانه اجتماعی را «تروریست خوانده شدن سپاه» اعلام کرد.
محسن فینی‌زاده، مدیر مرکز پژوهشی «بتا» که تحلیل‌هایی را با کمک داده‌های رسانه‌های اجتماعی ارائه می‌دهد در گفت‌وگو با «دنیای اقتصاد» می‌گوید: درحقیقت اینستاگرام و بعضی دیگر از شبکه‌های اجتماعی، سبب حذف هزینه‌هایی مانند اجاره مغازه یا فروشگاه، سرمایه‌گذاری کلان ابتدای کار و حتی حذف هزینه سربار و مالیات و… شده‌اند. بررسی‌های مرکز پژوهشی بتا نشان می‌دهد اکنون حدود یک میلیون صفحه از طریق اینستاگرام کسب درآمد حداقلی دارند؛ همچنین حداقل ۲۰۰هزار کسب‌وکار بزرگ و متوسط در اینستاگرام در حال فعالیت‌اند که هر کدام از این صفحات، منبع درآمد ماهانه یک یا چند نفر است. مدیر مرکز پژوهشی بتا تأکید می‌کند، براساس آمارهای استخراج شده از سوی این مرکز، حدود ۵۰۰هزار کسب‌وکار استانی و بومی در اینستاگرام صفحه فعال دارند که از این صفحات هم به‌عنوان بستری برای تبلیغ و هم برای ارتباط با مشتری و ارائه محصولات و فروش آن استفاده می‌کنند. آنچه مشخص است فضای پیش روی اینستاگرام نه فقط به‌عنوان یک شبکه سرگرم‌کننده و تفریحی، بلکه به‌عنوان بستری برای انجام فعالیت‌های تجاری مطرح است؛ از آن‌جا که مرجعی قانونی و رسمی برای مدیریت مبادلات انجام شده در اینستاگرام وجود ندارد، میزان گردش مالی حاصل از مبادلات کالا و خدمات در این پلتفرم قابل محاسبه نیست. با این‌حال، برآوردهای مرکز پژوهشی بتا نشان می‌دهد تنها درآمد حاصل از تبلیغ و اطلاع‌رسانی توسط اینفلوئنسرهای اینستاگرامی در سال، مبلغی در حدود ۷۰۰ تا هزار میلیارد تومان است. به‌طوری که می‌توان گفت مجموع درآمد ۶۰۰ اینفلوئنسر برتر اینستاگرام فارسی در یک‌سال چیزی در حدود درآمدی است که سازمان صداوسیما از تبلیغات به‌دست می‌آورد. هزینه متداول درج هر ویدئوی کمپین‌های تبلیغاتی شرکت‌های مختلف در صفحات اینفلوئنسرهای اینستاگرام، مبلغی در حدود ۵ تا ۱۰۰ میلیون است و هر کدام از اینفلوئنسرهای اینستاگرام، روزانه تعداد قابل توجهی از چنین ویدئوها و استوری‌های تبلیغاتی را در صفحات خود با مخاطبانشان به اشتراک می‌گذارند.
در زمان اعتراضات شهریور ۱۴۰۱ ایران، اینستاگرام در ایران فیلتر شد.

### ترکیه
در اوت ۲۰۲۴ وزارت ارتباطات ترکیه اینستاگرام را مسدود کرد. دولت ترکیه توضیحی در این خصوص ارایه نداده است. اقدام به مسدود کردن اینستاگرام به دستورالعمل ارسال شده از سوی «فخرالدین آلتون» سخنگوی دولت ترکیه به وزارت ارتباطات در واکنش به حذف پیام‌های تسلیت کابران اینستاگرام به دنبال کشته شدن رئیس دفتر سیاسی حماس از سوی این شبکه اجتماعی، اتخاذ شده است.

### چین
اینستاگرام در پی اعتراضات و تظاهرات مختلف در هنگ‌کنگ، در این کشور بسته شده است و دولت‌مردان چینی برای جلوگیری از ارسال ویدئوهای تظاهرات به خارج بر مسدودسازی پافشاری کرده‌اند.

### کره شمالی
چند روز پس از حادثه آتش‌سوزی که در ۱۱ ژوئن سال ۲۰۱۵ در هتل کوریو در کره شمالی اتفاق افتاد، مقامات این کشور برای جلوگیری از انتشار عکس‌های این حادثه، مانع از دسترسی مردم کشور به اینستاگرام شدند.

### روسیه
جدا از وضعیت کلی اینترنت در روسیه، که همواره با محدودیت‌هایی برای کاربران همراه است، بارها به مسدودسازی اینستاگرام در روسیه اشاره شده است که ممکن است به دلیل روابط روسیه و آمریکا تمرکزهای رسانه‌ای بر آن بالاتر رفته باشد.

## اکسپلور اینستاگرام
در خرداد ۱۳۹۱ یک بخش جدید به اسم اکسپلور به اینستاگرام اضافه شد تا محتوای کاربران را به دید عموم قرار دهد. اکسپلور اینستاگرام در حال حاضر جهان را متحول کرده است و منبع درآمدی برای افراد و کسب و کارهای مختلف است.